# 磯城皇子
磯城皇子（しきのみこ）は、天武天皇の子。冠位は浄広壱。

## 概要
事績は明らかでなく、朱鳥元年（686年）8月15日に（天武天皇の病状が思わしくないことが原因で）志貴皇子と共に食封200戸を加えられたが、以後の消息は分かっていない。天武8年（679年）の吉野の盟約に参加した諸皇子に名を連ねていないこと、また『新撰姓氏録』に「浄広壱」とあり大宝律令の位階制（大宝元年〔701年〕成立）による叙位を受けていないことから、大宝律令成立直前に30歳前後で早世したと推定される。また、母親の身分が高くなかったことも関係して、数多くいた天武天皇の皇子の中では影の薄い存在であった。
なお、「微過に縁て」皇子の列から除かれたという御方大野の父を磯城皇子と見る説があるが、その根拠は乏しい。

## 系譜
- 父：天武天皇
- 母：宍人カジ媛娘（宍人大麻呂の娘）
- 同母兄弟姉妹：忍壁皇子、泊瀬部皇女、託基皇女

- 妻：不詳
  - 男子：倭王[2]
  - 男子：広瀬王[2]
  - 男子：酒部王[2]（?-730）

三園真人・笠原真人等の後裔氏族が知られ、また5代孫の坂井王は貞観4年（862年）に清春真人を賜姓されて臣籍降下している（一説に貞観7年〔865年〕とも）。